# 日月潭澤蟹
日月潭澤蟹（学名：Geothelphusa candidiensis）为溪蟹科泽蟹属的动物。分布于日本、台湾岛等地，常栖息于山区溪流石块下或泥洞中。其生存的海拔范围为1016至1100米。